# Dicranomyia (Dicranomyia) submulsa
Dicranomyia (Dicranomyia) submulsa is een tweevleugelige uit de familie steltmuggen (Limoniidae). De soort komt voor in het Neotropisch gebied.